# Uncle Dysfunktional
Uncle Dysfunktional je páté studiové album anglické skupiny Happy Mondays. Vydáno bylo 2. července roku 2007 společností Sequel Records a jeho producentem byl Sunny Levine. Jde o první desku kapely po patnácti letech – tu předchozí skupina vydala v roce 1992 pod názvem Yes Please! Na desce se nachází například coververze písně „Rush Rush“ od americké zpěvačky Debbie Harry.

## Seznam skladeb
1. Jellybean – 5:51
2. Angles and Whores – 3:30
3. Deviants – 4:00
4. Rats with Wings – 4:26
5. Cuntry Disco – 3:47
6. In the Blood – 3:57
7. Anti Warhole on the Dancefloor – 4:08
8. Rush Rush – 4:20
9. Uncle Dysfunktional – 4:00
10. Dr Dick – 4:09
11. Weather – 4:44
12. nepojmenovaná nahrávka – 4:46

## Obsazení
- Shaun Ryder
- Julie Gordon
- Mikey Shine
- Kavin Sandhu
- Gary Whelan
- Mark „Bez“ Berry
- John Dunn
- Dan Broad

a další